# I. e. 277
Évszázadok: i. e. 4. század – i. e. 3. század – i. e. 2. század
Évtizedek: i. e. 320-as évek – i. e. 310-es évek – i. e. 300-as évek – i. e. 290-es évek – i. e. 280-as évek – i. e. 270-es évek – i. e. 260-as évek – i. e. 250-es évek – i. e. 240-es évek – i. e. 230-as évek – i. e. 220-as évek
Évek: i. e. 282 – i. e. 281 – i. e. 280 – i. e. 279 –  i. e. 278 – i. e. 277 – i. e. 276 – i. e. 275 – i. e. 274 – i. e. 273 – i. e. 272

## Események

### Hellenisztikus birodalmak
- Antigonosz Gonatasz átkel a Hellészpontoszon és a Lüszimakhia mellett legyőzi a gallokat. Győzelme után a makedónok elismerik őt királyuknak.

### Itália
- Szicíliában Pürrhosz elfoglalja a legerősebb pun erődöt, Erüxöt. Az ostrom során az elsők között mászik fel a falakra. A többi, Karthágónak behódolt szicíliai város sorra át áll az ő oldalára.
- Rómában Publius Cornelius Rufinust és Caius Iunius Bubulcus Brutust választják consulnak.

## Halálozások
- Szoszthenész, Makedónia önjelölt királya

## Fordítás
- Ez a szócikk részben vagy egészben  a(z)   277 BC című angol Wikipédia-szócikk ezen változatának fordításán alapul.  Az eredeti cikk szerkesztőit annak laptörténete sorolja fel. Ez a jelzés csupán a megfogalmazás eredetét és a szerzői jogokat jelzi, nem szolgál a cikkben szereplő információk forrásmegjelöléseként.